# French twist
French twist es el 138° episodio de la serie de televisión norteamericana Gilmore Girls.

## Resumen del episodio
Lorelai, Christopher y la hija de éste, GG, van a París para que la niña pueda estar un tiempo con su madre, Sherry. 
Lane y Zach, que van a tener gemelos, deciden informarle a la madre de ella, la Sra. Kim, del estado de Lane. La Sra. Kim decide entonces que ellos deben mudarse a su casa, pero luego Lane y Zach le explican que quieren criar a sus hijos en su propia casa; y de esta manera la Sra. Kim termina mudándose con ellos y ordenando la casa para que esté a prueba de niños; para esto envía a Brian a quedarse con una familia coreana. 
Por su parte, Rory termina su cargo como editora del diario de Yale y recibe un pequeño homenaje por su trabajo. Paris le hace preguntas sobre a qué se dedicará cuando se gradúe ese año de Yale, pero no sabe qué responderle. Junto a sus dos nuevas amigas, Olivia y Lucy, Rory decide pasar un buen rato en Stars Hollow, contándoles sus temores del futuro; y después descubre sorprendida que el novio de Lucy es nada menos que su antiguo amigo Marty, quien simula no conocer a Rory. 
Cuando Lorelai y Christopher se quedan dormidos y pierden la reservación en el restaurante, se ven obligados a salir a buscar comida en la madrugada, sin éxito. Pero él, la sorprende cuando le dice que arregló para tener un restaurante elegante. Allí, Christopher le propone matrimonio a Lorelai, y luego ellos se casan antes de regresar a EE. UU.

## Curiosidades
- Lorelai y Rory se mudaron a la casa cuando ésta tenía 11 años, así que es imposible que aparezcan las marcas de la talla de Rory a los 7 años.
- Rory dice que está un poco mojada a causa del abrazo de su amiga, pero cuando ella se acercó su copa estaba vacía.

- Datos: Q11681967